# كريماستي (دوديكانيسوس)
كريماستي (Κρεμαστή) هي مدينة في دوديكانيسوس في اليونان.